# Central Asian American Football League 2015
La Central Asian American Football League 2015 è stata la 1ª edizione dell'omonimo torneo di football americano.

## Squadre partecipanti
| Club                  | Città  | Stadio | Sponsor ufficiale | Risultato nella stagione 2015 |
| --------------------- | ------ | ------ | ----------------- | ----------------------------- |
| Almaty ITU Eagles     | Almaty |        |                   |                               |
| Almaty Titans         | Almaty |        |                   |                               |
| Astana Wolves         | Astana |        |                   |                               |
| Bishkek Snow Leopards | Biškek |        |                   |                               |

## Stagione regolare

### Calendario

#### 1ª giornata
| 22 marzo 2015 | Almaty ITU Eagles | 14 – 16 | Astana Wolves |  |

| 22 marzo 2015 | Almaty Titans | 42 – 6 | Astana Wolves |  |

#### 2ª giornata
| 5 aprile 2015 | Almaty ITU Eagles | 9 – 28 | Bishkek Snow Leopards |  |

#### 3ª giornata
| 26 aprile 2015 | Bishkek Snow Leopards | 12 – 35 referto | Almaty Titans |  |

#### 4ª giornata
| 2 maggio 2015 | Astana Wolves | 12 – 26 | Almaty Titans |  |

#### 5ª giornata
| 10 maggio 2015 | Bishkek Snow Leopards | 60 – 0 | Almaty ITU Eagles |  |

#### 6ª giornata
| 23 maggio 2015 | Almaty Titans | 61 – 0 | Almaty ITU Eagles |  |

#### 7ª giornata
| 31 maggio 2015 | Astana Wolves | 26 – 22 | Bishkek Snow Leopards |  |

#### 8ª giornata
| 19 settembre 2015 | Almaty Titans | 13 – 12 | Bishkek Snow Leopards |  |

#### 9ª giornata
| 26 settembre 2015 | Astana Wolves | 56 – 6 | Almaty ITU Eagles |  |

#### 10ª giornata
| 10 ottobre 2015 | Almaty ITU Eagles | 0 – 21 | Almaty Titans |  |

#### 11ª giornata
| 24 ottobre 2015 | Bishkek Snow Leopards | 12 – 36 | Astana Wolves |  |

### Classifica
La classifica della regular season è la seguente:
- PCT = percentuale di vittorie, G = partite giocate, V = partite vinte,  P = partite perse, PF = punti fatti, PS = punti subiti

#### AFLC North
| Pos. | Squadra               | PCT   | G | V | N | P | PF  | PS  |
| ---- | --------------------- | ----- | - | - | - | - | --- | --- |
| 1    | Almaty Titans         | 1.000 | 6 | 6 | 0 | 0 | 198 | 42  |
| 2    | Astana Wolves         | .667  | 6 | 4 | 0 | 2 | 152 | 122 |
| 3    | Bishkek Snow Leopards | .333  | 6 | 2 | 0 | 4 | 146 | 119 |
| 4    | Almaty ITU Eagles     | .000  | 6 | 0 | 0 | 6 | 29  | 242 |

## Verdetti
- Almaty Titans Vincitori della CAAFL 2015